# Bistum Ambanja
Das Bistum Ambanja (lat.: Dioecesis Ambaniaënsis) ist eine in Madagaskar gelegene römisch-katholische Diözese mit Sitz in Ambanja.

## Geschichte
Pius IX. gründete die Apostolische Präfektur der Insel Mayotte, Nossi-Bé und Komoren am 4. September 1848 aus Gebietsabtretungen der Apostolischen Präfektur Madagaskar. Am 14. Juni 1938 nahm sie den Namen Apostolische Präfektur Ambanja an.
Am 8. März 1951 wurde sie zum Apostolischen Vikariat erhoben. Zum Bistum erhoben, das dem Erzbistum Antsiranana als Suffraganbistum unterstellt wurde, wurde es mit der Bulle Dum tantis am 14. September 1955. Am 5. Juni 1975 verlor es einen Teil seines Territoriums zugunsten der Errichtung der Apostolischen Administratur Komoren.  
Die Diözesankathrale steht in Ambanja.

## Ordinarien

### Apostolische Präfekten der Insel Mayotte, Nossi-Bé und Komoren
- Calliste Lopinot OFMCap (15. Mai 1932–1937)
- Léon-Adolphe Messmer OFMCap (12. November 1937 – 14. Juni 1938)

### Apostolischer Präfekt von Ambanja
- Léon-Adolphe Messmer OFMCap (14. Juni 1938 – 8. März 1951)

### Apostolischer Vikar von Ambanja
- Léon-Adolphe Messmer OFMCap (8. März 1951 – 14. September 1955)

### Bischöfe von Ambanja
- Léon-Adolphe Messmer OFMCap (14. September 1955 – 5. Juni 1975)
- Ferdinand Botsy OFMCap (8. Juli 1976 – 25. Oktober 1997)
- Odon Marie Arsène Razanakolona (28. November 1998 – 7. Dezember 2005, dann Erzbischof von Antananarivo)
- Rosario Saro Vella SDB (7. November 2007 – 8. Juli 2019, dann Bischof von Moramanga)
- Donatien Francis Randriamalala MS, (seit 11. November 2022)

## Statistik
| Jahr | Bevölkerung | Bevölkerung | Bevölkerung | Priester   | Priester           | Priester         | Priester               | Ständige Diakone | Ordensleute | Ordensleute | Pfarreien |
| Jahr | Katholiken  | Einwohner   | %           | Gesamtzahl | Diözesan- priester | Ordens- priester | Katholiken je Priester | Ständige Diakone | männlich    | weiblich    | Pfarreien |
| ---- | ----------- | ----------- | ----------- | ---------- | ------------------ | ---------------- | ---------------------- | ---------------- | ----------- | ----------- | --------- |
| 1950 | 9.138       | 365.592     | 2,5         | 23         |                    | 23               | 397                    |                  |             |             |           |
| 1959 | 14.148      | 405.688     | 3,5         | 32         | 1                  | 31               | 442                    |                  |             |             |           |
| 1970 | 21.152      | 562.369     | 3,8         | 40         | 2                  | 38               | 528                    |                  | 55          | 63          | 1         |
| 1980 | 26.094      | 469.000     | 5,6         | 31         | 5                  | 26               | 841                    |                  | 42          | 74          | 1         |
| 1990 | 38.024      | 582.000     | 6,5         | 25         | 4                  | 21               | 1.520                  |                  | 32          | 72          | 20        |
| 2000 | 65.000      | 790.000     | 8,2         | 50         | 31                 | 19               | 1.300                  |                  | 53          | 69          | 12        |
| 2012 | 142.112     | 1.471.000   | 9,7         | 77         | 34                 | 43               | 1.845                  |                  | 62          | 157         | 13        |
| 2020 | 166.950     | 2.437.750   | 6,8         | 79         | 33                 | 46               | 2.113                  |                  | 58          | 191         | 20        |

## Einzelbelege
1. ↑  Alain GYRE: Madagascar, c’était hier... Ambanja. Abgerufen am 23. August 2020 (französisch).
2. ↑  Cathédrale Saint-Joseph. Abgerufen am 23. August 2020.